# Juan Quispe
Juan Quispe Vila (* 3. Oktober 1914 in Lima; † 19. Juli 1995 ebenda), auch bekannt unter seinem Spitznamen La Vibora, war ein peruanischer Fußballspieler.

## Karriere

### Verein
Juan Quispe spielte den Großteil seiner Karriere bei Alianza Lima. Zu Alianza kam der Verteidiger 1934 und beendete 1951 dort seine Karriere. Mit Ausnahme von 1940, als er sich das Trikot des Stadtrivalen Ciclista Lima überzog, blieb Quispe dem Verein treu. Mit Alianza  gewann der Defensivspieler 1948 die peruanische Meisterschaft.

### Nationalmannschaft
Juan Quispe  absolvierte insgesamt 13 Länderspiele. Sein größter Erfolg mit Peru war der Gewinn der Südamerikameisterschaft 1939 im eigenen Land. Peru gewann wie Uruguay die ersten drei Turnierspiele und setzte sich im letzten Gruppenspiel gegen die favorisierten Uruguayer mit 2:1 durch. Nach der Südamerikameisterschaft 1939 spielte Quispe noch bei den Südamerikameisterschaften 1941 und 1942. Peru wurde Vierter bzw. Fünfter bei den Turnieren.

## Erfolge
Alianza Lima
- Peruanischer Meister: 1948
- Zweitliga-Meister: 1939

Peru
- Sieger der Juegos Bolivarianos: 1938
- Südamerikameister: 1939